# Буевич, Юрий Александрович
Юрий Александрович Буевич (1937—1998) — доктор физико-математических наук, профессор, автор свыше 500 научных работ. С 1965 года работал в Институте проблем механики АН СССР, с 1980 года — в Уральском государственном университете. С 1982 по 1987 год заведовал кафедрой механики сплошных сред, с 1987 по 1993 год — кафедрой математической физики. В конце 1993 года переехал на жительство в США, где сотрудничал с Национальным космическим агентством США, преподавал в Калифорнийском университете.

## Биография
Родился 29 ноября 1937 года в Смоленске.
В 1960 году окончил Московский физико-технический институт.
С 1965 года работал в Институте проблем механики АН СССР, с 1980 года — в УФУ. С 1982 по 1987 год заведовал кафедрой механики сплошных сред, с 1987 по 1993 го — кафедрой математической физики. В конце 1993 года переехал на жительство в США, где сотрудничал с Национальным космическим агентством США, преподавал в Калифорнийском университете.
Важнейшие исследования посвящены гидромеханике дисперсных систем. Создал один из вариантов метода ансамблевого усреднения, вместе с сотрудниками получил ряд важнейших результатов по физико-химической механике: была создана новая физико-механическая теория фильтрации в деформируемых трещиновато-пористых средах; исследованы процессы переноса в зернистых и псевдоожиженных средах; построена общая теория автоколебательных процессов кристаллизации, растворения, конденсации, кипения; построена теория автоколебательных процессов направленного затвердевания; разработана кинетическая теория расслоения коллоидов.
Юрий Александрович создал научную школу по физико-химической механике в УФУ. Под его руководством защищено более 30 кандидатских и более 10 докторских диссертаций. Является автором свыше 500 научных работ. Пользовался широким международным признанием, выступал с научными докладами во многих странах мира. В 1972 году работал в Кембриджском университете в Англии, в 1993 году — в Университете Пьера и Марии Кюри во Франции. Также Юрий Александрович и группа его учеников удостоены первой премии Уральского университета за лучшую научную работу в 1993 году.

## Основные труды
- Buevich, Yu. A.; Makarov, A. V. Particle suspension in a simple shear flow. (English. Russian original) Zbl 0861.76088 Fluid Dyn. 30, No. 1, 93-100 (1995); translation from Izv. Akad. Nauk, Mekh. Zhidk. Gaza 1995, No. 1, 112—121 (1995). MSC: 76T99
- Buevich, Yu. A.; Kapbasov, Sh. K.; Makarov, A. V. Stability of a vertical high-concentration fine suspension flow. (English. Russian original) Zbl 0864.76031 Fluid Dyn. 29, No. 4, 508—515 (1994); translation from Izv. Ross. Akad. Nauk, Mekh. Zhidk. Gaza 1994, No. 4, 87-96 (1994). MSC: 76E99 76T99
- Buevich, Yu. A.; Kapbasov, Sh. K. Properties of the particle pseudogas in a vertical fluid-particle flow. (English. Russian original) Zbl 0864.76088 Fluid Dyn. 29, No. 2, 199—207 (1994); translation from Izv. Ross. Akad. Nauk, Mekh. Zhidk. Gaza 1994, No. 2, 53-65 (1994). MSC: 76T99 76F99
- Buevich, Yu. A. Hydrodynamic model of a particulate flow. (English. Russian original) Zbl 0824.76087 Fluid Dyn. 29, No. 1, 61-67 (1994); translation from Izv. Ross. Akad. Nauk, Mekh. Zhidk. Gaza 1994, No. 1, 79-87 (1994). MSC: 76T99
- Buevich, Yu. A.; Ivanov, A. O. Evaluation of a system of nuclei growing in the diffusion regime. (English. Russian original) Zbl 0921.76180 Prikl. Mekh. Tekh. Fiz. 34, No. 2, 106—113 (1993); translation in J. Appl. Mech. Tech. Phys. 34, No. 2, 247—253 (1993). Reviewer: N.I.Alexandrova (Novosibirsk) MSC: 76T99 76R10 76R50 82C31
- Buevich, Yu. A.; Kapbasov, Sh. K. Stability of finely dispersed vertical flows. (English. Russian original) Zbl 0811.76017 Fluid Dyn. 28, No. 6, 796—802 (1993); translation from Izv. Ross. Akad. Nauk, Mekh. Zhidk. Gaza 1993, No. 6, 57-66 (1993). MSC: 76E05 76T99
- Buevich, Yu. A. Internal pulsations in flows of finely dispersed suspensions. (English. Russian original) Zbl 0796.76092 Fluid Dyn. 28, No. 3, 365—372 (1993); translation from Izv. Ross. Akad. Nauk, Mekh. Zhidk. Gaza 1993, No. 3, 91-100 (1993). MSC: 76T99 76F10
- Buevich, Yu. A.; Koroleva, N. A.; Natalukha, I. A. Modelling of unsteady combustion regimes for polydisperse fuels. II: Parametrically controlled combustion. (English) Zbl 0771.76073 Int. J. Heat Mass Transfer 36, No. 8, 2233—2238 (1993). MSC: 76V05 76T99 80A25
- Buevich, Yu. A.; Koroleva, N. A.; Natalukha, I. A. Modelling of unsteady combustion regimes for polydisperse fuels. I: Instability and auto-oscillations. (English) Zbl 0771.76072 Int. J. Heat Mass Transfer 36, No. 8, 2223—2231 (1993). MSC: 76V05 76T99 76E99 80A25
- Buevich, Yu. A. Heat and mass transfer in disperse media. II: Constitutive equations. (English) Zbl 0766.73011 Int. J. Heat Mass Transfer 35, No. 10, 2453—2463 (1992). MSC: 74A15 74E05 80A20 76T99
- Buevich, Yu. A. Heat and mass transfer in disperse media. I: Averaged field equations. (English) Zbl 0766.73010 Int. J. Heat Mass Transfer 35, No. 10, 2445—2452 (1992). MSC: 74A15 74E05 80A20 76T99
- Buevich, Yu. A.; Ustinov, V. A. Non-stationary heat transfer and dispersion effects in granular media. (English) Zbl 0766.73009 Int. J. Heat Mass Transfer 35, No. 10, 2435—2444 (1992). MSC: 74A15 74E05 80A20 76S05 76T99
- Buevich, Yu. A.; Iskakova, L. Yu. Self-similar regime of thermally controlled solidification of binary melts. (English) Zbl 0825.76854 Int. J. Heat Mass Transfer 35, No. 8, 2035—2042 (1992). MSC: 76T99 80A22 80A20
- Buevich, Yu. A.; Latkin, A. N. Stratification of a neurally buoyant suspension in a circular tube. (English. Russian original) Zbl 0738.76078 Fluid Dyn. 26, No. 2, 258—264 (1991); translation from Izv. Akad. Nauk SSSR, Mekh. Zhidk. Gaza 1991, No. 2, 124—131 (1991). MSC: 76T99
- Buevich, Yu. A.; Ivanov, A. O. Kinetics of the formation of spherical aggregates in magnetic fluids. (English. Russian original) Zbl 0726.76116 Magnetohydrodynamics 26, No. 2, 160—166 (1990); translation from Magn. Gidrodin. 1990, No. 2, 33-40 (1990). MSC: 76W05 76T99
- Buevich, Yu. A. (ed.) Hydrodynamic interaction of particles in suspensions. Collection of articles. (Gidrodinamicheskoe vzaimodejstvie chastits v suspenziyakh. Sbornik statej). Transl. from the English by V. G. Markov. (Russian) Zbl 0552.76078 Mekhanika: Novoe v Zarubezhnoj Nauke, 22. Moskva: Izdatel’stvo «Mir». 246 p. R. 2.30 (1980). MSC: 76T99 76-02 76A99 60J60 60J65 76D99 76S05
- Buevich, Yu. A. Kontinuumsmechanik konzentrierter Suspensionen. (German) Zbl 0404.76090 Z. angew. Math. Mech. 56, T379-T388 (1976). MSC: 76T99 74A99
- Buevich, Yu. A. Continual mechanics of monodisperse suspensions. On properties of spherical dipole suspensions in an external field. (English. Russian original) Zbl 0308.76068 J. Appl. Math. Mech. 38, 274—283 (1974); translation from Prikl. Mat. Mekh. 38, 301—311 (1974). MSC: 76T99
- Buevich, Yu. A.; Markov, V. G. Continual mechanics of monodisperse suspensions, integral and differential laws of conservation. (English. Russian original) Zbl 0306.76066 J. Appl. Math. Mech. 37, 836—848 (1973); translation from Prikl. Mat. Mekh. 37, 882—894 (1973). MSC: 76T99
- Buevich, Yu. A.; Markov, V. G. Continual mechanics of monodisperse suspensions. Rheological equations of state for suspensions of moderate concentration. (English. Russian original) Zbl 0286.76044 J. Appl. Math. Mech. 37, 1005—1022 (1973); translation from Prikl. Mat. Mekh. 37, 1059—1077 (1973). MSC: 76T99
- Buevich, Yu. A. Interaction of a swarm of particles with a pulsating liquid at small Reynolds numbers. (English) Zbl 0272.76057 Fluid Dyn. 6(1971), 818—827 (1973). MSC: 76T99
- Buevich, Yu. A.; Nikolaevskij, V. N. Theorie der Turbulenz mit einer Anisotropie vom Wirbeltyp. (Russian) Zbl 0273.76036 Meh. splosn. Sredy rodstv. Probl. Analiz. 89-102 (1972). MSC: 76F05
- Buevich, Yu. A.; Markov, V. G. Rheology of concentrated mixtures of fluid with small particles, parameters of phase interaction. (English. Russian original) Zbl 0267.76077 J. Appl. Math. Mech. 36, 452—464 (1972); translation from Prikl. Mat. Mekh. 36, 480—493 (1972). MSC: 76T99
- Buevich, Yu. A.; Nikolaevskij, V. N. Equations for moments of homogeneous turbulence with anisotropy of a vortex character. (English. Russian original) Zbl 0249.76029 Sov. Phys., Dokl. 16, 932—934 (1971); translation from Dokl. Akad. Nauk SSSR 201, 288—291 (1971). MSC: 76F05 35Q99
- Buevich, Yu. A. Über die Wechselwirkung eines Kollektivs von Teilchen mit einer pulsierenden Flüssigkeit bei kleinen Reynoldsschen Zahlen. (Russian) Zbl 0247.76090 Izv. Akad. Nauk SSSR, Mekh. Zhidk. Gaza 1971, No. 5, 104—113 (1971). MSC: 76T99
- Buevich, Yu. A. Successive approximations in hydromechanics of disperse systems. (English. Russian original) Zbl 0239.76105 J. Appl. Math. Mech. 35, 421—437 (1971); translation from Prikl. Mat. Mekh. 35, 464—481 (1971). MSC: 76T99
- Buevich, Yu. A.; Leonov, A. I. Fluid filtration in a medium with random porosity. (English) Zbl 0236.76070 Fluid Dyn. 2 (1967), No. 6, 116—120 (1971). MSC: 76S05
- Buevich, Yu. A.; Leonov, A. I.; Safraj, V. M. Structure of filtration pseudoturbulence. (English) Zbl 0235.76046 Fluid Dyn. 3 (1968), No. 1, 20-23 (1971). MSC: 76S05
- Buevich, Yu. A.; Gupalo, Yu. P. Discontinuity surfaces in disperse systems. (English. Russian original) Zbl 0267.76075 J. Appl. Math. Mech. 34, 690—701 (1970); translation from Prikl. Mat. Mekh. 34, 722—734 (1970). MSC: 76T99
- Buevich, Yu. A. The Euler approximation for collisionless polydisperse suspensions. (English. Russian original) Zbl 0221.76013 J. Appl. Math. Mech. 34, 288—297 (1970); translation from Prikl. Mat. Mekh. 34, 308—317 (1970). MSC: 76F05
- Buevich, Yu. A. Non-Newtonian hydromechanics of disperse systems. (English. Russian original) Zbl 0228.76004 J. Appl. Math. Mech. 32, 382—393 (1968); translation from Prikl. Mat. Mekh. 32, 381—392 (1968). MSC: 76A05 76B15
- Buevich, Yu. A. The kinematics of viscoelastic media with finite deformations. (English. Russian original) Zbl 0217.55204 J. Appl. Math. Mech. 32, 209—221 (1968); translation from Prikl. Mat. Mekh. 32, 217—231 (1968). MSC: 74C10 74D10
- Buevich, Yu. A.; Leonov, A. I.; Safraj, V. M. Struktur der Filtrationspseudoturbulenz. (Russian) Zbl 0164.28701 Izv. Akad. Nauk SSSR, Mekh. Zhidk. Gaza 1968, No. 1, 33-39 (1968).
- Buevich, Yu. A.; Leonov, A. I. Flüssigkeitsfiltration in einem Medium mit Zufallsporosität. (German) Zbl 0204.28101 Izv. Akad. Nauk SSSR, Mekh. Zhidk. Gaza 1967, 167—175 (1967).
- Buevich, Yu. A.; Gupalo, Yu. P. Über den Einfluß von Teilchen, die in einer Flüssigkeit suspendiert sind, auf die Entartung der isotropen Turbulenz. (Russian) Zbl 0151.41801 Zh. Prikl. Mekh. Tekh. Fiz. 1965, No. 4, 89-96 (1965).
- Buevich, Yu. A. Lösung des ersten, zweiten und dritten Stefanschen Randwertproblems im halbunendlichen Raum bei konstanten Randbedingungen und homogener oder linearer Anfangsverteilung der Temperatur. (Russian) Zbl 0166.37501 Izv. Akad. Nauk SSSR, Ser. Geofiz. 1964, 98-104 (1964).

## Публикации
- Эволюция паровых пузырьков при кипении; Ю. А. Буевич, Б. У. Уэббон; ТВТ, 34:4 (1996), 573—582;
- О струйном охлаждении нагретых поверхностей потоком капельного аэрозоля; Ю. А. Буевич, В. Н. Манкевич, К. Н. Агафонов; ТВТ, 30:5 (1992), 957—965;
- О кризисе теплообмена при охлаждении поверхностей двухфазным потоком; Ю. А. Буевич, В. Н. Манкевич; ТВТ, 29:3 (1991), 610—613;
- К расчету процессов направленного затвердевания с равновесной двухфазной зоной; Ю. А. Буевич, Л. Ю. Искакова, В. В. Мансуров; ТВТ, 29:2 (1991), 286—293;
- К теории охлаждения поверхностей потоками капельного аэрозоля; К. Н. Агафонов, Ю. А. Буевич, В. Н. Манкевич; ТВТ, 29:1 (1991), 115—120;
- Неустойчивость и автоколебания при кипении в объеме; Ю. А. Буевич, И. А. Наталуха; ТВТ, 26:3 (1988), 535—543;
- Автоколебательные процессы на тепловыделяющих поверхностях и третий кризис кипения; Ю. А. Буевич, В. В. Мансуров, И. А. Наталуха; ТВТ, 25:6 (1987), 1161—1167;
- К теории падения капель на перегретую поверхность; Ю. А. Буевич, В. Н. Манкевич, М. И. Полоцкий; ТВТ, 24:4 (1986), 743—752;
- Скорость и затухание звука в парокапельной смеси; Ю. А. Буевич, С. П. Федотов; ТВТ, 22:5 (1984), 941—945;
- К теории явления Лейденфроста; Ю. А. Буевич, В. Н. Манкевич; ТВТ, 20:6 (1982), 1136—1144;
- Уравнения для моментов однородной турбулентности с анизотропией вихревого характера; Ю. А. Буевич, В. Н. Николаевский; Докл. АН СССР, 201:2 (1971), 288—291;
- Заседания Уральского математического общества; В. В. Беляев, И. В. Мельникова, Л. Б. Ливчак, Ю. Н. Мухин, Ю. А. Буевич, М. Б. Верников, Ю. М. Важенин; УМН, 42:3(255) (1987), 233—236.